# Samodzielny Dywizjon Artylerii Przeciwlotniczej Ciężkiej
Samodzielny Dywizjon Artylerii Przeciwlotniczej Ciężkiej (sdaplot.c) – oddział artylerii przeciwlotniczej Polskich Sił Zbrojnych.

## Sformowanie i działania bojowe
Dywizjon został sformowany jesienią 1941 r. z wydzielonego składu osobowego Ośrodka Wyszkolenia Artylerii Przeciwlotniczej w Szkocji. Organizacyjnie i personalnie podległy dowództwu 1 Korpusu Polskiego w Szkocji. Po sformowaniu dywizjon podporządkowany taktycznie jako jednostka 114 Heavy Anti-Aircraft Artillery Regiment, gdzie otrzymał niezbędne uzbrojenie, sprzęt i wyposażenie. Zadaniem dywizjonu w składzie brytyjskiego systemu obrony przeciwlotniczej, była obrona wybrzeża i obrona przeciwlotnicza wschodniej Szkocji w okolicy bazy okrętów podwodnych w Dundee. Dywizjon zajął stanowiska ogniowe na początku listopada 1941. 3 stycznia 1942 r. stan etatowy wynosił 24 oficerów i 337 szeregowych, a stan ewidencyjny 25 oficerów i 316 szeregowych. Po minięciu zagrożenia desantem niemieckim i zmniejszeniem częstotliwości nalotów niemieckiego lotnictwa, sdaplot.c. zmienił dyslokację. W maju 1942 r. dywizjon został przesunięty do obrony przeciwlotniczej bazy brytyjskiej floty w Rosyth w Szkocji nad zatoką Firth of Forth. W obronie Rosyth pozostawał do kwietnia 1943 r.. Dywizjon uzbrojony był w brytyjskie armaty przeciwlotnicze stałe i kołowe kal. 3,7' (94 mm), posiadał na wyposażeniu radary plot. do obserwacji przestrzeni powietrznej oraz dalmierze i przeliczniki. Dywizjon składał się z dwóch baterii w każdej 4 armaty i dowództwa dywizjonu. Samodzielnym dywizjonem artylerii przeciwlotniczej ciężkiej dowodził kpt. Józef Maliszewski. Na podstawie rozkazu Naczelnego Wodza nr 370 z 20 marca 1943 r. o nowej reorganizacji I Korpusu Polskiego, do 15 kwietnia 1943 samodzielny dywizjon artylerii przeciwlotniczej ciężkiej został rozwiązany. Po zdaniu armat i sprzętu dywizjon został rozformowany w kwietniu 1943 roku. Grupa instruktorów: oficerów i podchorążych wyjechała do Armii Polskiej na Wschodzie i zasiliła utworzony w Iraku 8 pułk artylerii przeciwlotniczej ciężkiej szkolący się w bazie artylerii przeciwlotniczej w Habbaniya. Grupa 3 oficerów i 30 szeregowych na prośbę brytyjskiego dowództwa obrony przeciwlotniczej została przydzielona do brytyjskiego 173 Heavy Anti-Aircraft Artillery Regiment, który bronił bazy morskiej w Dover. Żołnierze polscy stanowili personel jednej z dwóch baterii brytyjskiego 416 dywizjonu. Żołnierze tej baterii zwalczali niemieckie lotnictwo oraz bomby latające V1. Zajmowała ona stanowiska w Dover, a następnie w Folkestone. Znajdowała się pod ostrzałem niemieckich baterii artylerii dalekonośnej z wybrzeża francuskiego. W miarę napływu uzupełnień w 1944 r. personel złożony z polskich żołnierzy objął cały dywizjon artylerii przeciwlotniczej ciężkiej, w brytyjskim 173 pułku. „Polska” bateria brytyjskiego 173 pułku od ostrzału artylerii niemieckiej poniosła straty osobowe, a także dokonała zestrzeleń samolotu(ów) niemieckich. Po kwietniu 1943 większość żołnierzy dywizjonu, przede wszystkim w całości 2 bateria weszła w skład 1 pułku artylerii przeciwlotniczej lekkiej 1 Dywizji Pancernej, dając podstawę kadrową do sformowania II dywizjonu pułku i dzieląc z nim dalsze losy.  